# Чувствительность к трению
Чувстви́тельность к трению — характеристика взрывчатых веществ (ВВ), определяющая вероятность возникновения взрыва при внешнем воздействии фрикционного характера.

## Методы испытаний
Чувствительность к трению обычно определяют в специальных устройствах, позволяющих получать воспроизводимые результаты. Существует несколько различных методов испытания.

### Неударное трение
Метод состоит в истирании определённого количества вещества между неподвижной и вращающейся поверхностями. Для твёрдых и пластичных ВВ обычно применяют плоские параллельные поверхности цилиндрической выемки и цилиндрического пуансона, для жидких – выемку с полусферической поверхностью и соответствующий полусферический пуансон. В стандартизованной методике берётся навеска ВВ массой 0,03±0,005 г, диаметр пуансона 10 мм. Скорость вращения пуансона 500-520 мин−1. На пуансон создаётся измеряемая нагрузка. Наблюдение проводят в течение 3 сек. В зависимости от появления признаков взрыва увеличивают или уменьшают нагрузку, определяя её минимальное значение, при котором происходит взрыв. Максимальная нагрузка составляет 300 МПа. Если при таких условиях взрыв не наблюдается, увеличивают скорость вращения пуансона до 2040 мин−1. Для низкочувствительных ВВ в навеску добавляют 5 % мелкого кварцевого песка. Получаемые минимальные значения называются нижним пределом чувствительности к трению и могут применяться лишь как относительные к стандарту, за который обычно принимают тетрил. Чистый тетрил в этом испытании взрывается при нагрузке 950 МПа, а с добавлением песка при 540 МПа. Большинство промышленных взрывчатых веществ имеют нижний предел чувствительности с добавлением песка на уровне 1000 – 2500 МПа. 
По такой методике работает применяемый в России прибор И-6-2. Примеры результатов  для скорости вращения 500 мин−1:
| Наименование ВВ | Нижний предел чувствительности, МПа |
| --------------- | ----------------------------------- |
| ТЭН             | 225                                 |
| Гексоген        | 267                                 |
| Октоген         | 253                                 |
| Тротил          | более 300                           |
| Аммонит №6 ЖВ   | более 300                           |

### Фрикционный удар
При нанесении по небольшому количеству ВВ, расположенного на плоской поверхности, скользящего удара в приборе, называемом фрикционным маятником. Числовым показателем служит процент взрывов в серии из 10 испытаний с указанием условий (масса и высота подъёма маятника, материал башмака маятника).

### Удар со сдвигом
При боковом сдвиге цилиндрических роликов, между которыми с определённым усилием поджимается образец ВВ. По такой схеме работает широко применяемый в России маятниковый копёр К-44-III. Обычно определяют нижний, средний и верхний пределы чувствительности, представляющие усилие сжатия навески, при котором наблюдается соответственно 0 %, 50 % и 100 % взрывов в серии из 25 опытов. Испытания обычно проводят при температуре +20 °C, но для определения параметров безопасности в различных условиях они могут проводиться от –60 °C до +60 °C. Примеры результатов  :
| Наименование ВВ     | Нагрузка, МПа/Чувствительность, % | Нагрузка, МПа/Чувствительность, % | Нагрузка, МПа/Чувствительность, % |
| ТЭН                 | 150/0                             | 200/4                             | 300/28                            |
| Гексоген            | 250/0                             | 300/8                             | 400/40                            |
| Тетрил              | 350/0                             | 400/8                             | 500/36                            |
| Тротил              | 600/0                             | 700/4                             |                                   |
| Аммонал             | 700/0                             | 800/16                            | 1000/76                           |
| Аммонал скальный №1 | 400/0                             | 500/12                            | 700/92                            |
| Пикриновая кислота  | 450/0                             |                                   |                                   |
| Нитрат аммония      | 1200/0                            |                                   |                                   |

### Длительное трение
Испытание на длительное трение обычно проводят на установках, моделирующих технологические условия изготовления или условия применения ВВ. Обычно это конструкции с вращающимся пуансоном различной конфигурации из различных материалов. Для каждого вида конструкции определяют характеристические параметры – уровень механической нагрузки, время воздействия и т.п.